# ペナンの歴史
この項ではペナンの地域史を述べる。ポルトガル人がペナンを発見した16世紀頃、ペナン島はすでに500年間に渡って対岸のクダ王国のスルタン（王）が治める領地となっていた。ヨーロッパ人では、ポルトガル人が最初に訪れてペナンを水の補給地として利用していたが、定住し始めたのはイギリス人であった。クダ王国との戦争の末、1786年8月11日にイギリスに所有権が移り、以後は1941年の日本領と占領を経て、1957年にはマラヤ連邦に参加して独立する。

## 航海時代

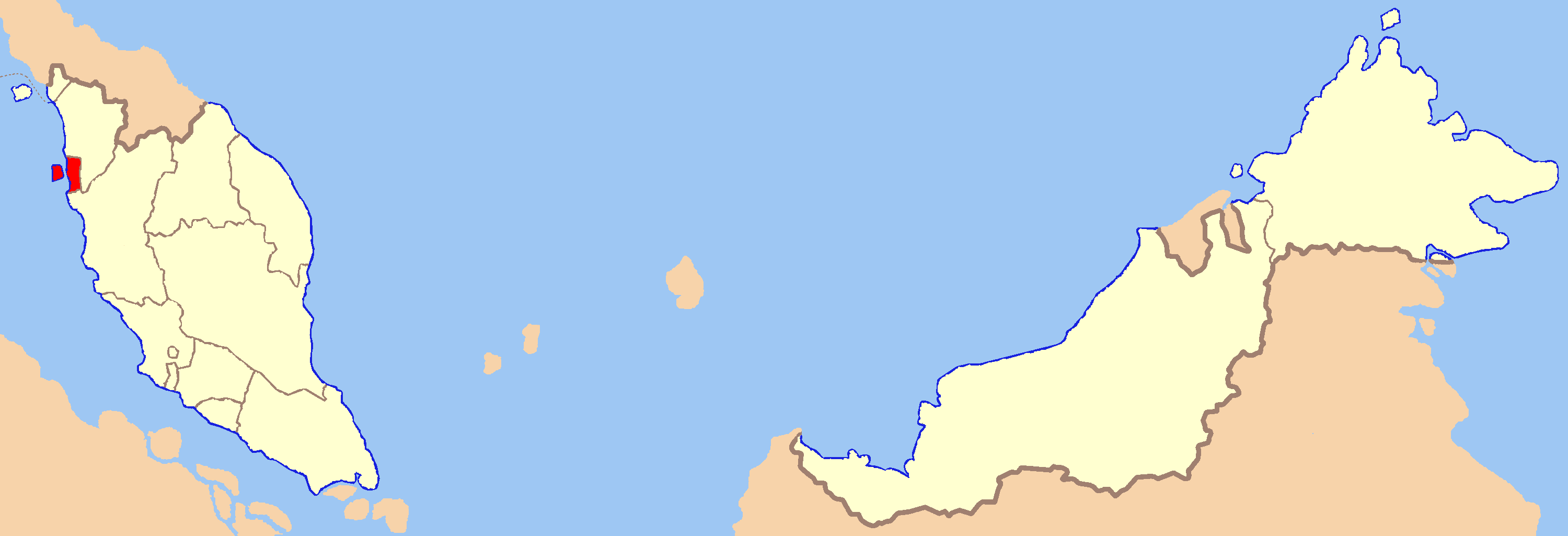
ペナンの位置

7世紀には、インド洋と南シナ海をつなぐモンスーン（季節風）貿易が始まっており、ペナン島は航海の補給地としてインド・アラブ方面、中国方面からの商人に利用されていた。16世紀初頭、インドを支配下に置いていたポルトガル人が訪れるようになり、彼らは当時この小島に多くあった植物にちなんでプロ・ピノ（Pulo Pinaom）と呼んでいた。プロ・ピノとはビンロウヤシのことであり、マレー語ではピコック・ピナン、後のペナンという名の由来となる。また、マラッカ海峡の航路上に存在するこの小島には多くの商船が立ち寄った。
オランダ、フランス、中国、インド、アラビア商人ら、香辛料交易に関わる船舶は安全な港内に停泊し、補給をしながら航海に適切な季節風を待っていた。一方では、その商船を狙う海賊もペナンを利用し、拠点を構える海賊もあった。ペナンを最初に訪れたイギリス人も、私掠船エドワード・ボナベンチャー号の船長、ジェームズ・ランカスターだった。1592年、ランカスター船長と多くの乗組員は壊血病を患い、ペナンに錨を下ろした。ランカスター船長は回復するまでの数週間をペナン島で療養し、その様子を日誌に残している。
香辛料交易の隆盛とともにペナン周辺で猛威を振るった海賊たちだが、ペナン島はクダ王国のスルタンが500年間にわたって領有する地域だったため、1750年、1786年と二度にわたって海賊の拠点を攻撃したが、国境を接するシャムとの対立があったために本腰を入れて駆逐されることはなかった。

## 殖民の始まり

### 東インド会社
1600年にイギリスが設立したイギリス東インド会社は東インドでの独占的貿易権を有していた。当初、東インド会社はオランダとの香辛料を巡る争いで敗北してマレー半島から撤退していたが、インドの経営に専念してからは権益の拡大を続ける。
1700年代に入るとイギリス海軍の隆盛とオランダの凋落が明白になったため、再び東インド会社はマラッカ海峡経由の交易に触手を伸ばしつつあった。
しかし、1756年からイギリス本国が始めた七年戦争を初めとする一連の戦争によりその狙いは頓挫する。フランスが敵対国となったために、マドラスと広東を結ぶ航路は攻撃に晒されることになった。
特に1782年から一年間にわたってオランダがフランスに占領されると、もはやイギリス船舶はオランダ領に逃げ込むことすらできなくなる。東南アジアの大部分の寄港地を失ったイギリスは、ベンガル湾よりも東でモンスーンを回避することができなくなっていた。
この情勢でいち早くペナン島に着目したのは、イギリスの貿易商フランシス・ライトだった。ライトが最初にペナン島への開発を提案したのは1771年、オランダ領に寄港するたびに莫大な港湾税を取られることへの状況の改善を期してのことだったが、その時はインド総督のウォーレン・ヘースティングスが提案を却下した。しかし、1786年になると前述の事情により情勢が一変する。インド総督代理ジョン・マクファーソンによって、クダ国王からペナン島をイギリスへ租借させる契約を結ぶ交渉がライトに任せられた。

### ペナン島占領

現在(2009年)のペナン

ライトはマレー語、タイ語を使いこなす地域に精通した商人であったため、クダ王国を取り巻く情勢を理解していた。当時、マレー北部にはクダ王国を始めとしてクランタン、トレンガヌといった王国が存在していたが、全て北に位置するシャムとビルマから強い圧迫を受けていた。ライトはクダのスルタン、アブドゥッラーに両国の侵入に対するイギリス軍の助力を約束し、さらにクダ王国がペナンを介して得ていた貿易額に相当する年間30,000ドルをペナン賃貸の代償として支払うことを提案した。
アブドゥッラーはこの条件に概ね満足し、契約の細部の交渉に移る。だが、その時すでにライトはペナンへの移民の手はずを整えており、最終合意前の1786年7月17日、三隻の船に分譲した移民第一陣がペナン島東部へ上陸した。移民は民間人とイギリス海軍によって構成されていた。彼らは住居と簡素な砦を建築し、イギリス皇太子の誕生日前日の8月11日にユニオン・ジャックを掲げ、イギリスの領有を宣言する。それにちなみ、ライトはペナン島の名称をプリンス・オブ・ウェールズ島と改め、東の岬に形成した最初の町の名前をジョージ3世にちなんでジョージタウンと名づけた。
植民活動は島の固い木々に苦しみながらも続けられ、クダのスルタンも屈強な人夫を援助として送り出している。だが、当初の合意が果たされないことでクダ国王とペナン植民地との関係は次第に険悪なものになっていく。
まず、東インド会社が実際にスルタンに支払った年間の賃借料は6,000ドルであった。30,000ドルの約束だったが、ライトが契約の結果として東インド会社に要望した額からして10,000ドルであり、当初から果たされない約束だった。また、スルタンが最も重要視したイギリスの援軍も果たされることはなかった。
これは1783年のピット法の成立に伴って東インド会社が政府の支配下になったことにより、政府の認可なく戦争に繋がる契約を締結できなくなったことも一つの理由であったが、いずれにしても援軍の約束は果たされなかった。東インド会社はさらにライトへ割り当てる予算を削減し、ライトは8年にわたってわずかな予算で開拓を進め、スルタンからの制裁に備えてインドから傭兵（スィパーヒー）を呼び寄せる政策をとった。
1790年、再三の要請にもかかわらず一向に援軍を派遣しない東インド会社へのスルタンの疑念は決定的なものとなった。スルタンはかつてオランダを追い払ったこともあるリアウ諸島マラッカ海峡南端のイリヤヌン族を招き、ペナン島対岸に軍を派遣する。スルタンの要求は年間の賃借料を10,000ドルとすることと、軍事援助の実行であった。だが、この動きは地元の言語を駆使して情報を収集していたライトの知るところとなり、妥協案として10,000ドルの支払いのみを受け入れることを提案したが、スルタンはこれを拒否、ライトも武力の行使を決断する。
ライトはスィパーヒー三部隊を四隻の船に乗り込ませ、対岸へ派遣する。午前4時にジョージタウンを出航したその一軍は上陸するなり砦を襲撃し、クダ王国の兵を散々に蹴散らした。スィパーヒーの軍団は砦二つを焼き払って対岸を制圧し、スルタンはこの圧力に屈服する。結果、ライトは賃借料6,000ドルと軍事援助の取消を勝ち取ったが、クダ王国との確執が残された。

## ペナンの発展

### 貿易の振興
軍事でペナン島の支配権を確立したライトであったが、未だペナンに移民したイギリス人の数は少なく、労働者、資本家のいずれもが不足していた。ライトは門戸を広く開き、土地を移民に気前よく提供する方針を固める。そのために行った最も思い切った政策は関税の撤廃であり、それらの方針はイギリス人のみならず、周辺地域の商人を強く惹きつけた。ライトは関税歳入を切り捨てた分の収入を蒸留酒とアヘンで補うことにし、1791年までに島内に生産拠点を設けた。
結果、ペナン島の人口は急激に膨張した。特に関税撤廃の効果は高く、中国人、インド人、アラブ人、ペルシャ人や、近隣のシャム、ビルマ、イスラム教国、スマトラ人らをペナンに呼び込むことになった。それらの商人は一様にオランダの貿易独占に辟易しており、ペナンへの移住は大掛かりなものだった。この時期、ペナン島の人口は10,000人を数えるまでになったが、イギリス人の数は300人ほどであり、それを遥かに上回る多様な民族が集まる交易地となっていた。
支配者層を形成する白人がごくわずかな中でライトが選んだ舵取りの方法は、各言語コミュニティごとに代表者を立てて統治機構に組み入れることだった。これにより、ペナン島の各コミュニティは特色を失わずに存続していく。また、ライトは本国からの移民を増やすため、インフラの整備に尽力しつつ、カルカッタの総督府へペナン島の有用性を強く主張した。それらのペナンの売り込みに奔走していたライトだったが、1794年にマラリアに倒れ、そのまま息を引き取る。
ライト没後の1800年にはペナンは再びクダ王国に攻め込み、ペナン島のみならず対岸の海沿いの一帯を支配下に置いてウェルズリー州（Province Wellesley）と命名し、ペナンの支配を確実なものにした。ペナンの最大の投資リスクはオランダとクダ王国だっただけに、この安定化はより交易を活性化させることとなる。また、1805年にはトーマス・ラッフルズがペナンに派遣され、ペナンで積んだ経験が後のシンガポール建設の参考となった。

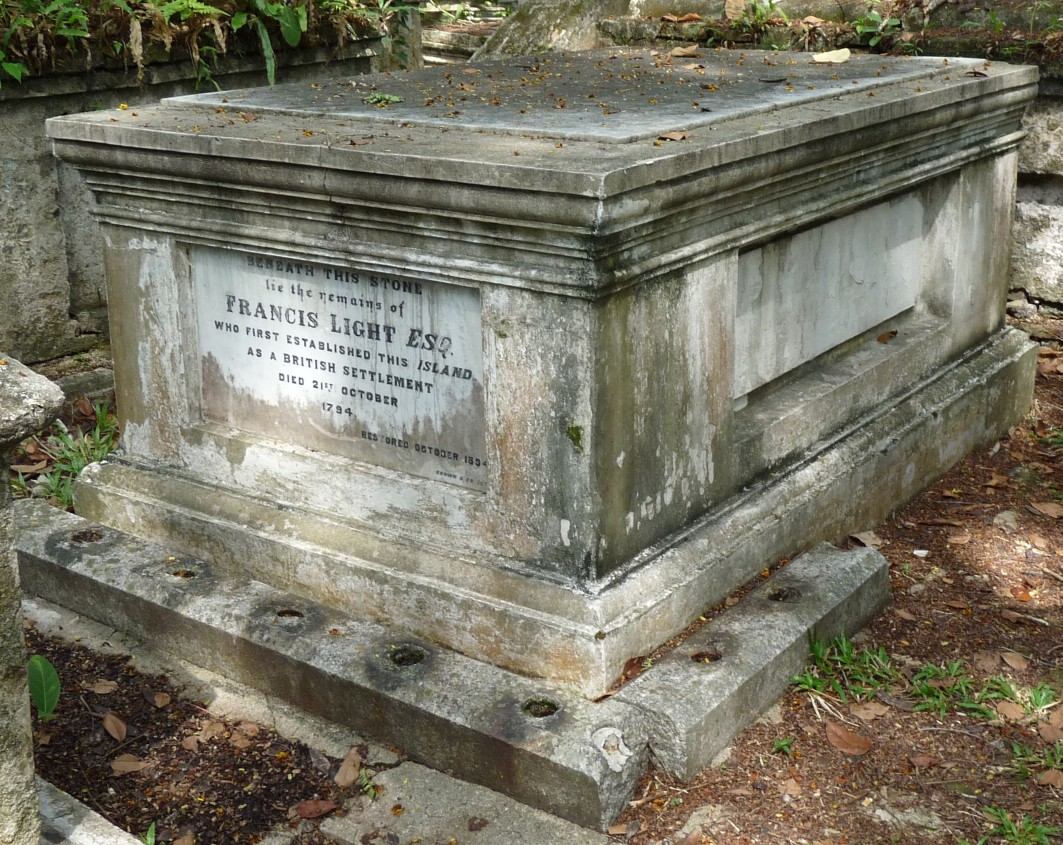
ライトの眠る墓地
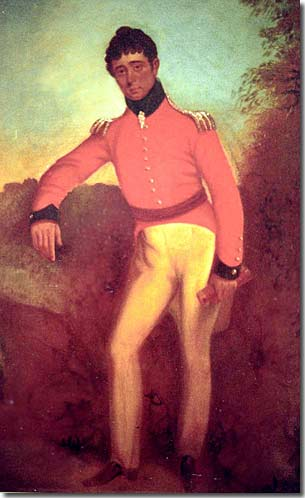
息子のウィリアム・ライトはアデレードを建設
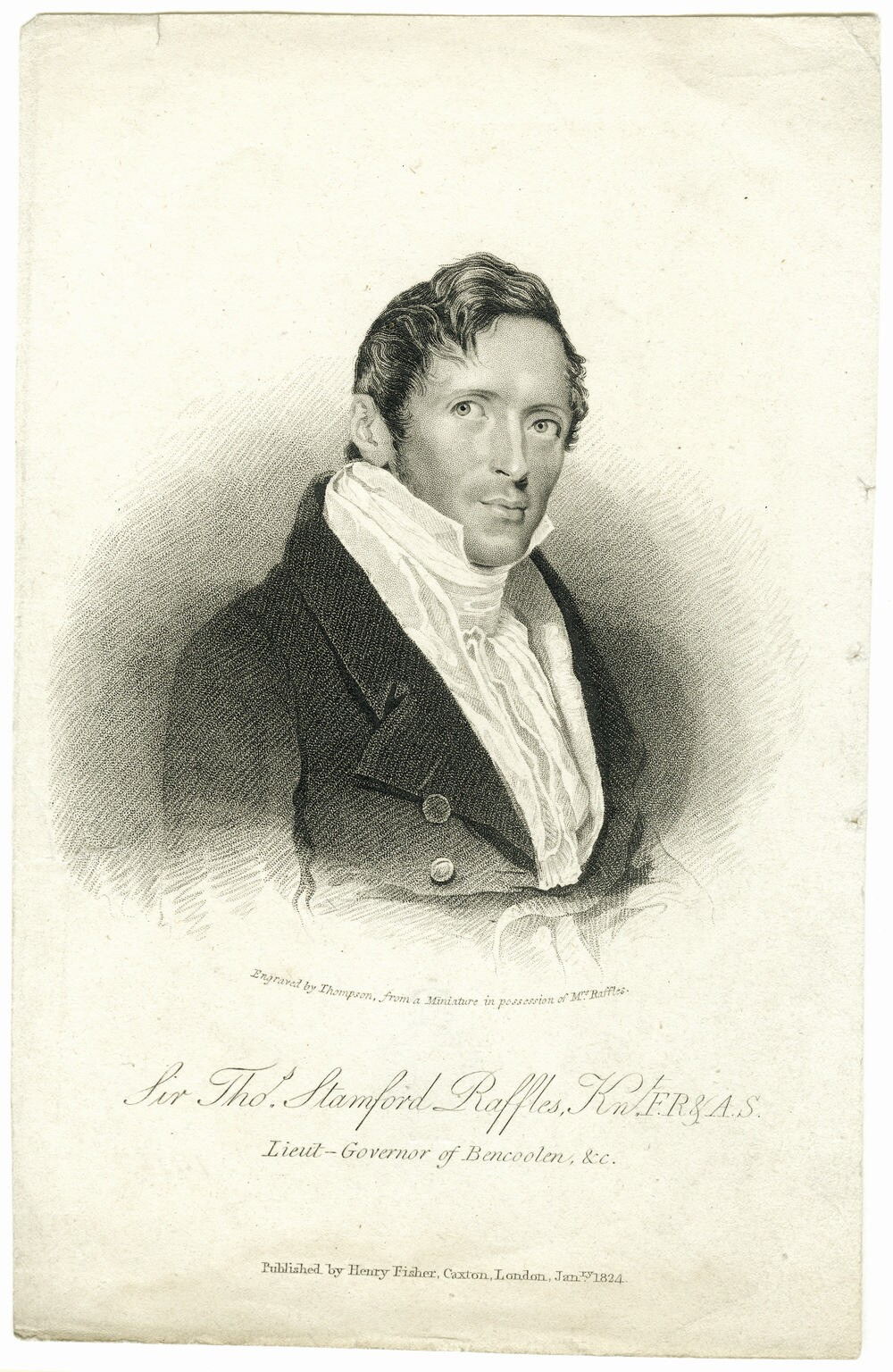
トーマス・ラッフルズ

### 農業育成と造船業の挫折
目覚しい商業上の発展を遂げつつあったペナンだが、1805年にいたるまでイギリス本国及び東インド会社からは関税収入のない単なる交易の中継地とみられていた。だが、1805年のトラファルガーの海戦によってイギリス艦隊がフランス、スペインの連合艦隊を破ると、イギリスは獲得した覇権を確立するために積極的な海軍基地建設に乗り出す。東インド会社はペナンをマドラス、ボンベイ、カルカッタに匹敵する規模まで発展させ、戦略拠点として海軍基地と造船所を建設する方針を固めていた。
そのため、ペナンはペナン管区（Penang Presidency）に設定されて地位的にマドラス管区らと同格に引き上げられると、それに伴って知事には強化された権限と多額の予算が振り分けられることになった。これによって、それまで不足していた英国人の指導者層が次々と島に赴任し、同時にロバート・タウンゼント・ファークァルを始めとする投資が活性化して島内にプランテーションの建設が推し進められた。プランテーションでの生産された農作物は、当初の計画ではヨーロッパ全土に輸出されて東インド会社に利益をもたらす見込みとなっていた。
しかし、ナポレオン・ボナパルトが発動した大陸封鎖令によって、香辛料の買い手のつかない状況になり、価格が暴落したことでペナンの農業収益は急激に悪化する。ペナンは関税を撤廃しているために東インド会社の収益は微々たる農作物収益とマラッカ内陸部から運ばれるスズのみのとなり、次第に東インド会社はペナンの経営に見切りをつけていく。東インド会社はペナンへの造船技師の派遣や造船所建設のための資材の搬入を中止し、ペナンに変わる海軍基地をセイロン島に定めた。

### 海峡植民地へ
農業収入が激減したペナンは、一方ではマラッカ半島北部の戦乱から逃げ出してきたマレー人らの増加と、対策としての警察と官僚機構を整備する必要に迫られていた。そのため、ペナン政府は深刻な財政難に直面する。ペナンはそれまでの無関税政策を見直し、他の貿易港同様に関税を設定した。
だが、これは最悪のタイミングでの関税の修正だった。当時、ビルマとシャムが本格的な南下を始めており、それまでペナンの貴重な輸出品目だったマラッカ内陸部のスズの採掘が不可能になったことに加え、オランダの治めるスマトラ島北部で暴動が発生したことがペナンの貿易と、アヘン、売春、賭博といったペナンの主だった収益に打撃を与えた。
そして何よりも、1819年にシンガポールが建設されたことが決定打となる。シンガポールはマラッカ海峡のより重要な位置にあり、その上天然の良港となっていたことと、戦乱の地域から距離をおいていたことから多くの船舶はペナンからシンガポールへと寄港先を変えた。このペナンの苦境は、イギリスがビルマを影響下に組み入れ、スマトラ北部の暴動が鎮圧される1830年頃まで続いた。
ペナンは島内の農業生産の見直し、コーヒーやゴムの栽培も始めつつ、スズの輸出により一層力を注いでいく。また、この時期の各地で起こった戦乱から逃れるようにマレー人と中国人の移民が増大し、1835年の人口調査では40,207人のうち16,435人がマレー人となり、中国人は8,651人、インド人は9,208人、アラブ人が3,000人を占める人口構成となった。このうちインド人の増加は頭打ちとなり、代わって中国人の数がすぐさま二位の座を奪取する。
1950年代に入る頃には中国系の数が全体の60%を占めるまでになった。中国人は移民の中でも特に勤勉だったため、イギリス外交官のジョン・クロフォードからマレー人の2.2倍の働きと評され、単純労働力として中国人移民が歓迎された。しかし、一方では中国人は古参の福建語を話す一団と新参の広東語を話す集団にわかれてコミュニティを形成し、1867年のペナン大暴動（英語: 1867 Penang riots）の火種になった。ペナン大暴動はトゥアン・チーを頭とする義興会と白旗会の連合、邱天徳率いる建徳会と紅旗会連合の対立から、華人3万人、マレー人4千人が加勢し、ジョージタウン全域を巻き込む激しい抗争となった。また、収入を求める政府が移民たちにアヘンを売り、賭博から収入を得ようとしたために治安が悪化し、その維持のために政府はさらなる経費を計上しなければならなかった。この時期、ペナン政府は破産寸前となる。
この状況の改革を求めたのは、ペナンに投資し、または移り住んでいるイギリス人たちだった。彼らは東インド会社の場当たり的な運営の拙さを指摘し、より効率的な政府への転換を訴えた。東インド会社側でもペナンのもたらす赤字には頭を悩ませており、ペナンの管理区分をペナン管区から総督代理管轄区（Residency）に引き下げるとともに、東南アジアに広がるペナン、シンガポール、マラッカの植民地は「海峡植民地」という一つの枠に収められることになった。
ペナンにはそれらの都市が集まる海峡植民地の政庁所在地としての地位が残されたが、シンガポールが発展を続けると1832年にペナンは政庁所在地の地位を明け渡すことになる。一方、ペナンは海峡植民地の司法面を担当するようになり、同時に官僚組織のスリム化に成功して、凋落著しかった時代を脱出する。

### スエズ運河

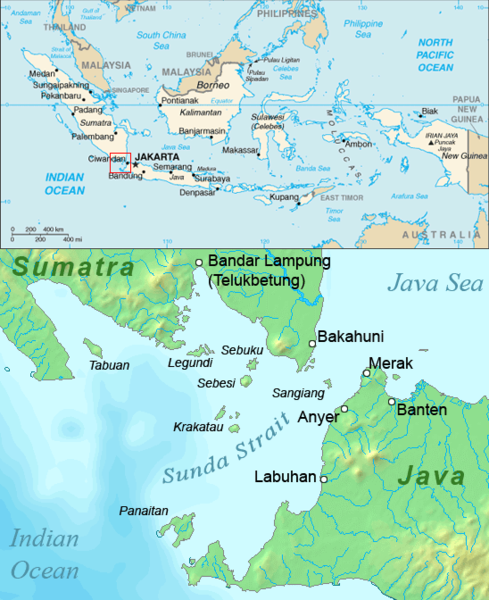
スンダ海峡の位置
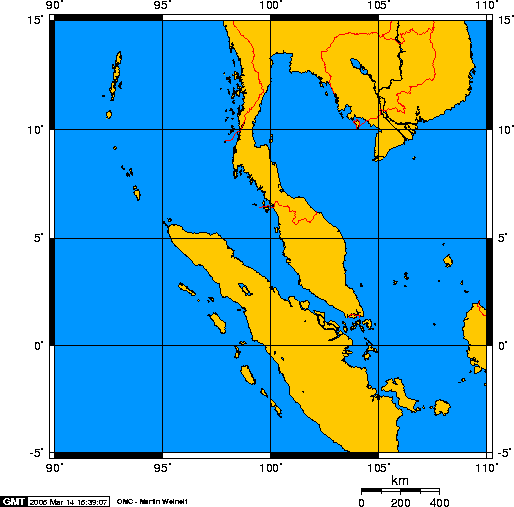
マラッカ海峡の位置
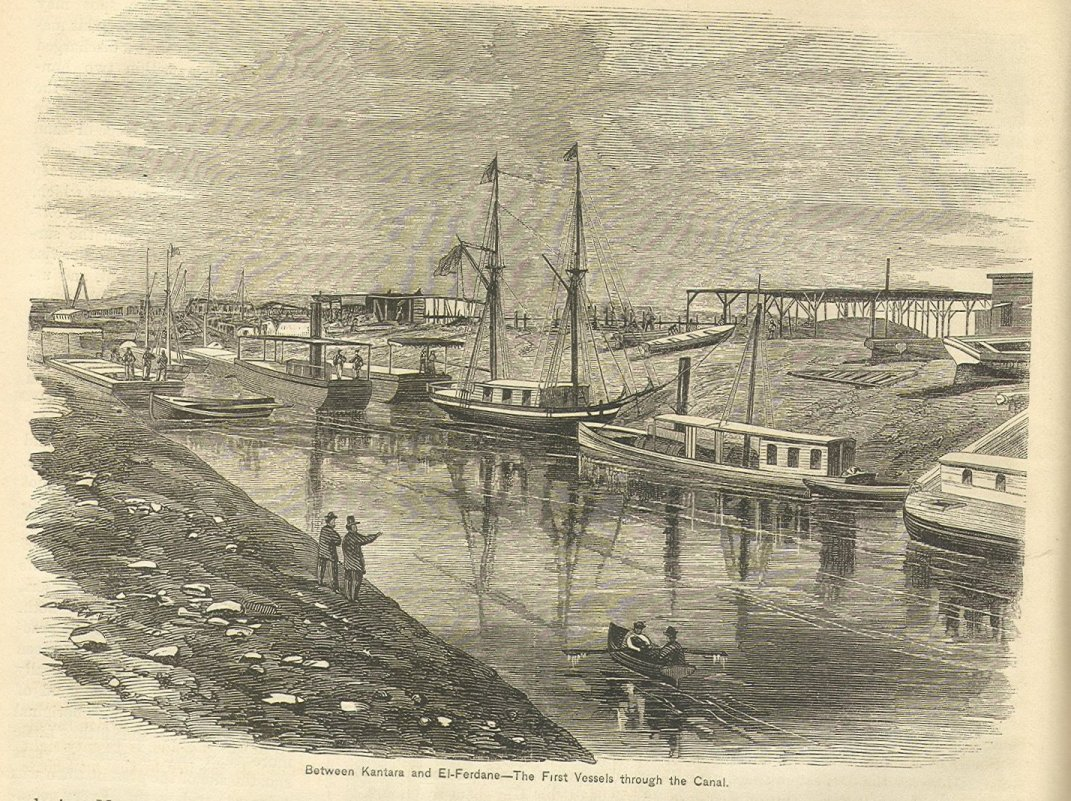
スエズ運河

19世紀後半、ペナンは再び貿易額が激増した。その要因となったものは、蒸気機関の実用化による航行距離の増大と、1869年に開かれたスエズ運河による航路の変更だった。これまで、喜望峰を回る船はマラッカによらず、スンダ海峡を通過して中国へ向かっていた。それがスエズ運河が開通すると航路はほとんどの船舶がマラッカ海峡を通るようになり、マラッカの重要性は飛躍的に高まった。その中でも石炭を供給できるペナンは最も恩恵を受けた。
また、この頃に発明された缶詰はスズの需要を急激に押し上げ、ペナンは新たなスズ鉱脈の開発に乗り出すとともに、島と対岸に精錬工場を建設して連日スズを各地に輸出した。1900年までにスズの輸送を目的とした鉄道も敷設された。農業ではこれまで生産してきたコーヒーが大暴落して一時苦境に陥るが、代わって急激に需要が高まりつつあったゴムが主役となり、これもまたペナンに莫大な富をもたらした。1860年から80年間で、貿易収入は2倍になり、文字通り倍増することになる。

## 20世紀のペナン

### 第一次世界大戦

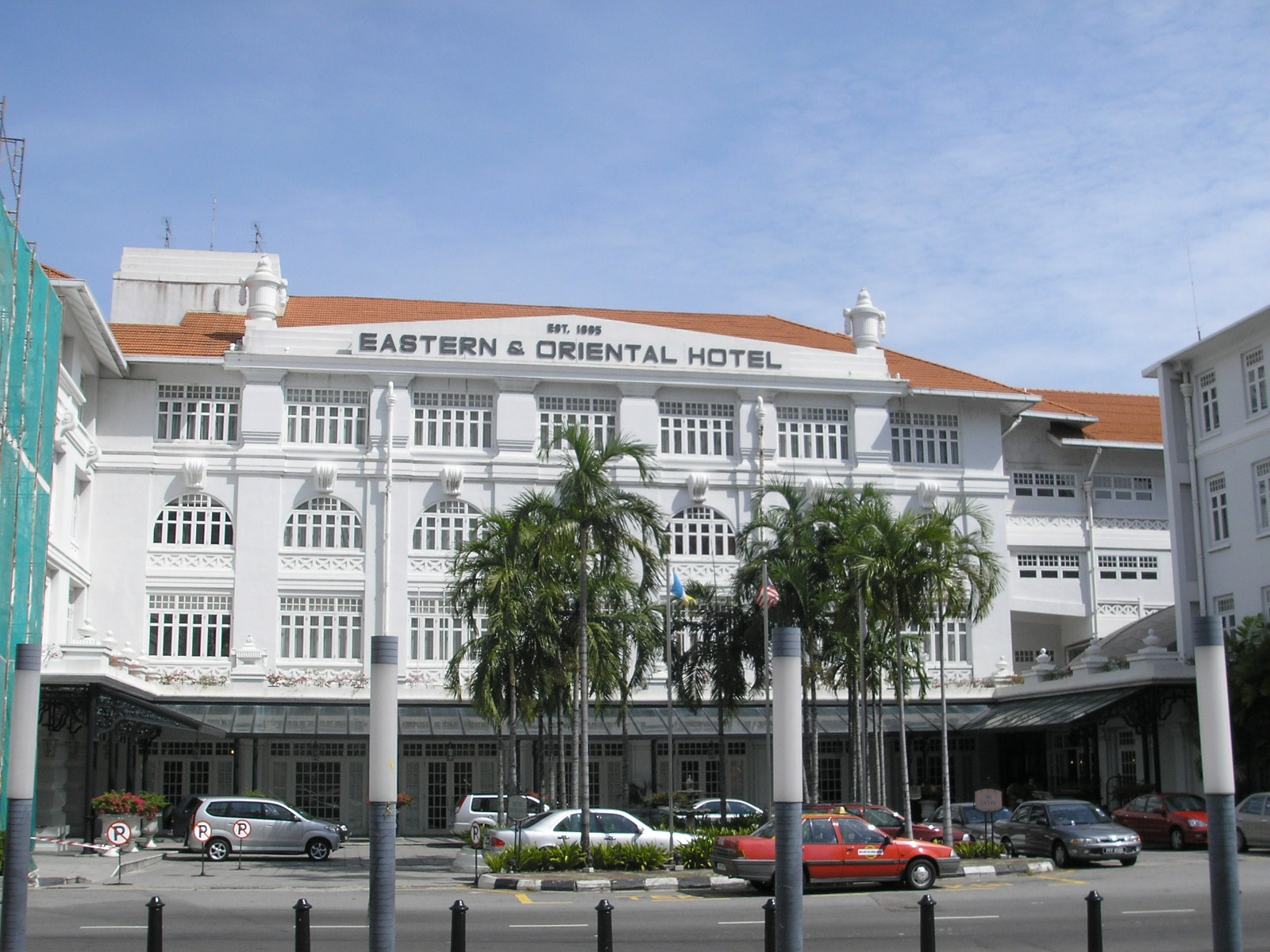
イースタン・アンド・オリエンタル・ホテル

1900年最初のペナンは豊かな慰留地として、数多くの著名人を引き寄せた。サマセット・モーム、ジョゼフ・コンラッド、ラドヤード・キップリング、ヘルマン・ヘッセらの文豪を始め、政治家や軍人、植物学者などが遊休や研究の目的でペナンを訪れ、イースタン・アンド・オリエンタル・ホテルなどの高級ホテルに宿泊した。また、異なった文化、気候と接する題材は画家の興味を惹き、海を題材とした鮮やかな風景画を残した。
そのペナンの繁栄は1914年に第一次世界大戦が起こっても変わらなかったが、ドイツ艦艇の通商破壊活動によって戦時保険料が高騰し、密かな影を落としていた。また、10月28日には保険料高騰の原因であるドイツ軍の巡洋艦エムデンがペナン港に突入し、停泊中の旧式の巡洋艦を撃沈するという事件によって激しく動揺した。この事件は第一次世界大戦中の唯一のペナンにおける直接的な戦争被害であり、ペナンは戦死した軍人を悼んで慰霊塔を島内に設置している。

### 第二次世界大戦
勃発した第二次世界大戦に対して、ペナンに戦争に対する危機感はそれほど存在しなかった。ペナンは、自らの島と同じ名を持つプリンス・オブ・ウェールズを擁するイギリス海軍に全幅の信頼をおいていたが、それだけに開戦直後の1941年12月10日、マレー沖海戦でプリンス・オブ・ウェールズが撃沈されるとあまりにも無力だった。
シンガポールの攻略を進めながら一軍をペナンへ向けた日本軍に対し、ペナン在住のイギリス人及び親イギリス的な住人は自主的に避難を始め、それに続いて軍属も島を放棄して撤退してしまう。しかし、ペナン島はインドへ向けての重要な戦略拠点であり、後に逃げ出したペナン島守備隊の司令官は軍法会議の対象となった。
1941年12月18日、イギリス側はペナンからの「全般的かつ完全に撤退が終了」したことを発表。翌12月19日、日本軍はほぼ無抵抗で島を占拠することができたが、島を離れ損ねた親イギリス的な住民は島の奥へ逃げ込み、日本軍の探索から逃れた。
日本軍はペナン島を占有し、同盟相手のドイツ軍のUボートもこのペナン港をインド東部での補給地として利用し、UボートIX型の行動範囲を著しく増大させた。

### 戦後

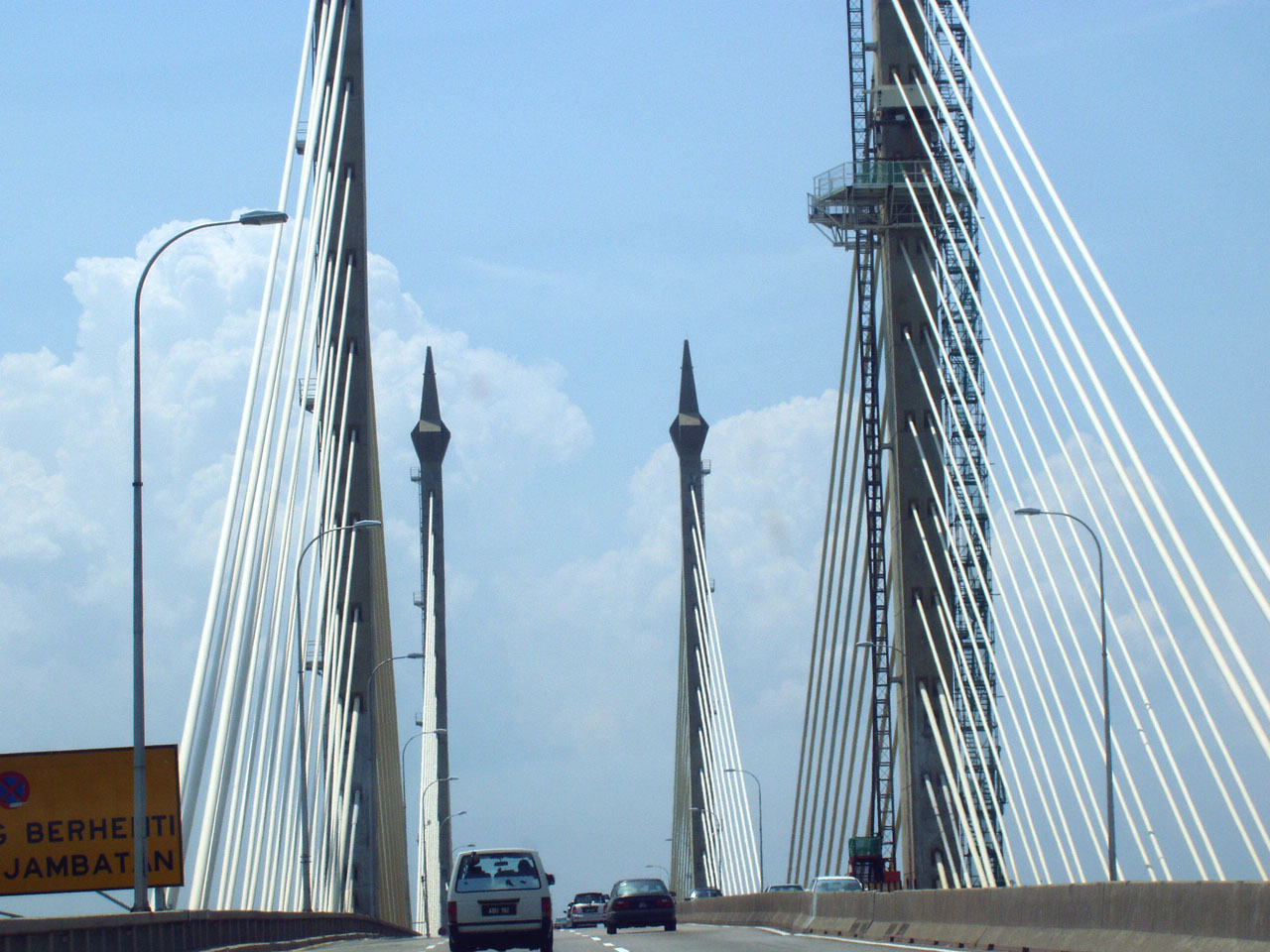
ペナン・ブリッジ

ペナンを占拠した日本軍は、1945年9月6日にイギリスに降伏して、ペナンは再びイギリスの元へと戻った。ペナンは戦争後半に度々爆撃を受けたが、島の中心部であるジョージタウンには損害が少なく、ペナンには再び人が戻り昔の姿を取り戻し始めた。だが、イギリスは1946年に植民地の新たな統治方法を定め、シンガポールを除くペナンを含んだ海峡植民地とマラヤ連邦とマラヤ属国を、イギリスの植民地として一つのマラヤ連合にまとめようとする。これに真っ向から反発したのは、戦中から抵抗活動を推し進め、独立を目指していたマラヤ共産党だった。たちまち、マラヤ民族解放軍が結成され、その武力による独立運動の結果、1957年にマラヤ連邦は独立を果たした。ペナンもまた連邦に加わり、1963年にはマレーシアの一員となった。
マレーシアの一員としてようやく戦後の復興に立り上がるペナンだったが、ヨーロッパ人に代わって華僑が経済を握り、政治でもマレーシア華人協会(MCA)と他党との対立が深まり民族間の対立が激しくなる。またマレーシア全体の政情不安がそれを後押しした。1969年5月13日の5月13日事件は両者の関係に決定的な破綻をもたらし、1970年
までマレーシア及びペナン政局は混迷の只中にあった。ペナンは自由港の地位まで失った結果、14.5%という失業率問題を抱えて、経済の再建に乗り出すことになる。しかし、復興は成功した。エレクトロニクス製造産業を誘致し、アジアでも有数の生産額を誇るまでになると経済の基礎を交易から工業へと転換し、島の南側にはペナン国際空港を建設して経済の活性化を図った。また、復興の象徴として1985年にはペナン・ブリッジが開通し、島と対岸との行き来が容易になったことで双方に利益をもたらした。特にバターワースが活用され、今ではマレーシアでも屈指の港として知られている。
2004年、ペナンはスマトラ島沖地震 により68人の命が失われた。漁港の大部分も津波によって甚大な被害を受け、一時は島の人口のうち1,600人が避難生活を強いられることになった。被害額は数千万リンギットにも及んだが、現在は政府の支援のもと、復興の道を歩みだしている。